# Bo Karlsson
Bo Jonas Hilding Karlsson (12 ottobre 1949) è un ex arbitro di calcio svedese.

## Carriera sportiva
Internazionale dal 1986, raccogliendo virtualmente l'eredità del connazionale più anziano Erik Fredriksson, ha diretto la finale di Coppa delle Coppe 1990-1991 tra Manchester United e Barcellona e, nello stesso anno, il quarto di finale di Coppa dei Campioni Olympique Marsiglia-Milan, vinto a tavolino per 3-0 dai francesi dopo l'abbandono del Milan, sospeso fra l'altro per un anno dalle competizioni europee per comportamento anti-sportivo: la partita fu sospesa a causa di un guasto all'illuminazione del campo, poi le luci vennero velocemente ripristinate in parte e, secondo il regolamento, si sarebbe potuto riprendere il gioco, cosa che Karlsson e il capitano del Milan Franco Baresi avrebbero voluto fare, tuttavia la squadra abbandonò il campo per volere dell'amministratore delegato Adriano Galliani. Ha arbitrato al Campionato europeo di calcio 1992 la gara Paesi Bassi-Scozia, vinta 1-0 dagli olandesi, e al Campionato mondiale di calcio 1994 l'incontro Argentina-Nigeria, vinto dai sudamericani 2-1. In carriera vanta anche la finale del Campionato europeo di calcio Under-17 del 1986, la semifinale di andata della Coppa dei Campioni 1989-1990 tra Milan e Bayern Monaco e la finale di Supercoppa europea del 1992 tra Barcellona e Werder Brema. Attualmente è componente della Commissione Arbitrale dell'UEFA, nonché Presidente degli arbitri svedesi.